# Vincenzo Rivera
Vincenzo Rivera (L'Aquila, 6 aprile 1890 – Roma, 19 febbraio 1967) è stato un naturalista, botanico e politico italiano.

## Biografia
Nato all'Aquila nel 1890 all'interno della nobile famiglia Rivera, figlio di Francesco e di Margherita Del Bufalo Della Valle, dopo essersi laureato in scienze naturali nel 1913 presso l'Università degli Studi di Roma "La Sapienza", nel 1927 divenne docente ordinario di patologia vegetale all'Università degli Studi di Perugia.
Nel 1925 fu firmatario del Manifesto degli intellettuali antifascisti promosso da Benedetto Croce e, dopo la liberazione di Roma avvenuta il 4 giugno 1944, fu nominato presidente della commissione di epurazione dell'Accademia Nazionale dei Lincei di Roma, che ebbe il compito di ricostituire l'accademia stessa dopo la fine del fascismo.
Nel 1945 diventò docente ordinario di botanica all'Università degli Studi di Roma "La Sapienza" e, fino al 1960, fu direttore dell'Istituto di Botanica presso lo stesso ateneo.
Tra il 1946 ed il 1948 fu membro dell'Assemblea Costituente con il gruppo della Democrazia Cristiana e, successivamente, deputato della I (1948-1953) sempre nel gruppo democristiano, e della III legislatura (1958-1963), nei partiti monarchico popolare e democratico italiano.

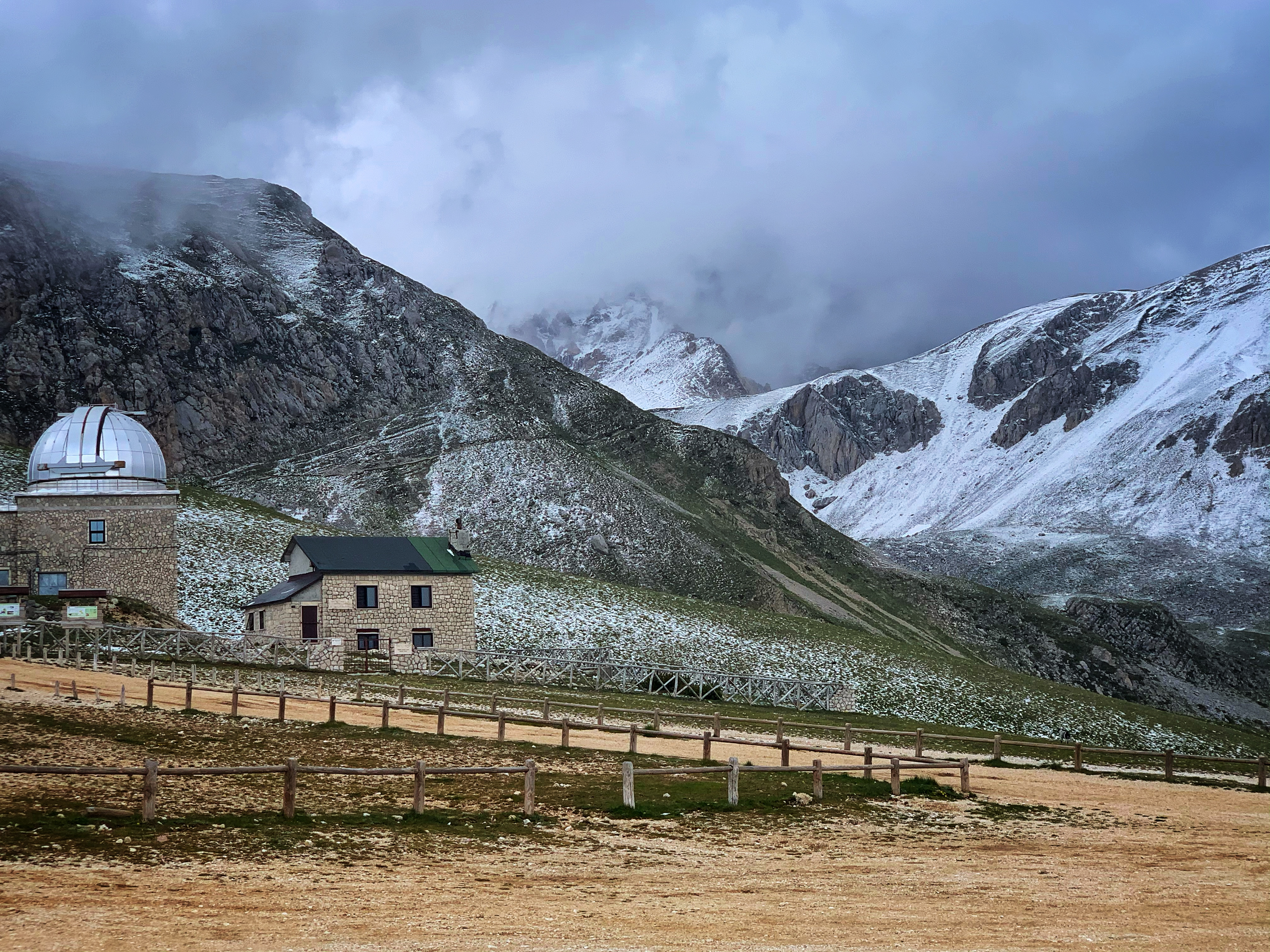
Giardino botanico "V. Rivera" presso l'osservatorio astronomico di Campo Imperatore

Nel 1949 contribuì all'istituzione, da parte dell'Università degli studi di Roma, di corsi universitari estivi da tenere all'Aquila; visto il successo ottenuto, i corsi vennero poi replicati nel 1950 e nel 1951 fino a portare alla costituzione dell'Istituto Universitario di Magisterio, avvenuta nel 1952. Nel 1950, Rivera fu promotore della realizzazione del Giardino botanico alpino di Campo Imperatore, a pochi chilometri dal capoluogo abruzzese, e poi dell'attuale stazione osservativa astronomica di Campo Imperatore, oggi confluita nell'Osservatorio astronomico d'Abruzzo, dell'Osservatorio geodinamico e del Museo di paleontologia. Per tali iniziative fu considerato il fondatore della Università degli Studi dell'Aquila, sorta ufficialmente il 18 agosto 1964, e venne nominato primo rettore della stessa. Morì a Roma nel 1967.

## Opere principali
- Vincenzo Rivera, Il problema agronomico nel Mezzogiorno d'Italia, Roma, Libreria di Scienze e Lettere, 1924.
- Vincenzo Rivera, Battaglie per il grano, Aquila degli Abruzzi, Vecchioni, 1925.
- Vincenzo Rivera, Oro di Puglia, Firenze, Vallecchi, 1928.
- Vincenzo Rivera, Radiobiologia vegetale: azione delle radiazioni cosmiche, da metalli, gamma ed X sull'accrescimento, Roma, G. Bardi, 1935.
- Vincenzo Rivera, Prospettive agricole dell'Impero etiopico, Roma, Bardi, 1936.
- Vincenzo Rivera, Prospettive di colonizzazione dell'Africa Orientale Italiana, Roma, Libreria di Scienze e Lettere, 1939.
- Vincenzo Rivera, Luigi Palma, Fitoterapia moderna: ricettario completo di erbe medicinali, Torino, Società Editrice Internazionale, 1958.
- Vincenzo Rivera, Come mai? Interrogativi di politica economico-sociale, Roma, Failli, 1964.

## Riconoscimenti postumi
Numerosi sono i riconoscimenti per l'operato di Rivera, soprattutto per quanto riguarda la nascita delle varie istituzioni universitarie all'Aquila e in Abruzzo. Alla figura del rettore è stata intitolata la piazza dove è situato Palazzo Carli, sede storica dell'Università degli studi dell'Aquila, oltre che il Giardino botanico alpino di Campo Imperatore e il Museo di Speleologia di Stiffe, da lui patrocinati. Nel 2005 l'ateneo aquilano ha istituito il premio Vincenzo Rivera rivolto ai docenti che con il loro lavoro hanno contribuito allo sviluppo dell'ente stesso.